# Tour der italienischen Rugby-Union-Nationalmannschaft nach Argentinien 1989
| Tour der Italiener nach Argentinien 1989 | Tour der Italiener nach Argentinien 1989 | Tour der Italiener nach Argentinien 1989 | Tour der Italiener nach Argentinien 1989 | Tour der Italiener nach Argentinien 1989 |
| Übersicht                                | S                                        | G                                        | U                                        | N                                        |
| ---------------------------------------- | ---------------------------------------- | ---------------------------------------- | ---------------------------------------- | ---------------------------------------- |
| Test Matches                             | 1                                        | 0                                        | 0                                        | 1                                        |
| Sonstige Spiele                          | 5                                        | 4                                        | 0                                        | 1                                        |
| Gesamt                                   | 6                                        | 4                                        | 0                                        | 2                                        |
|                                          |                                          |                                          |                                          |                                          |
| Argentinien                              | 1                                        | 0                                        | 0                                        | 1                                        |

Die Tour der italienischen Rugby-Union-Nationalmannschaft nach Argentinien 1989 umfasste eine Reihe von Freundschaftsspielen der italienischen Rugby-Union-Nationalmannschaft. Sie reiste im Juni 1989 durch Argentinien und bestritt während dieser Zeit sechs Spiele. Darunter war ein Test Match gegen die argentinische Nationalmannschaft, das mit einem Sieg der Gastgeber endete. Hinzu kamen fünf Spiele gegen Auswahlteams, bei denen vier Siege und eine Niederlage resultierten.

## Spielplan
- Hintergrundfarbe grün = Sieg
- Hintergrundfarbe rot = Niederlage

(Test Matches sind grau unterlegt; Ergebnisse aus der Sicht Italiens)
| # | Datum         | Gegner                     | Ort           | Stadion                      | Ergebnis |
| - | ------------- | -------------------------- | ------------- | ---------------------------- | -------- |
| 1 | 08. Juni 1989 | Unión Marplatense de Rugby | Mar del Plata | Estadio José María Minella   | 26:9     |
| 2 | 11. Juni 1989 | Unión de Rugby de Cuyo     | Mendoza       | Estadio Bautista Gargantini  | 37:22    |
| 3 | 14. Juni 1989 | Unión de Rugby de Rosario  | Rosario       | Plaza Jewell                 | 27:23    |
| 4 | 17. Juni 1989 | Provincias Argentinas      | Salta         | Estadio El Gigante del Norte | 28:24    |
| 5 | 20. Juni 1989 | Unión Cordobesa de Rugby   | Córdoba       | Estadio Julio César Villagra | 22:30    |
| 6 | 24. Juni 1989 | Argentinien                | Buenos Aires  | Estadio José Amalfitani      | 16:21    |

## Test Matches
| 24. Juni 1989 | Argentinien                                                 | 21 : 16        | Italien                                    | Estadio José Amalfitani, Buenos Aires Zuschauer: 45.000 Schiedsrichter: Guy Maurette (Frankreich) |
| 24. Juni 1989 | Versuche: Milano Erhöhungen: Baetti Straftritte: Baetti (5) | (9:10) Bericht | Versuche: De Bernardo Straftritte: Troiani | Estadio José Amalfitani, Buenos Aires Zuschauer: 45.000 Schiedsrichter: Guy Maurette (Frankreich) |

Aufstellungen:
- Argentinien: Juan José Angelillo, Daniel Baetti, Miguel Bertranou, Diego Cash, Diego Cuesta Silva, Serafín Dengra, Pablo Garretón, Alejandro Iachetti, Marcelo Loffreda , Rafael Madero, Cristian Mendy, Gustavo Milano, Sebastián Salvat, Fabián Turnes, Marcelo Valesani 
 Auswechselspieler: Juan Soler Valls
- Italien: Rodolfo Ambrosio, Luigi Capitani, Antonio Colella, Corrado Covi, Renato De Bernardo, Luigi De Joanni, Roberto Favaro, Massimo Mascioletti, Francesco Pietrosanti, Guido Rossi , Roberto Saetti, Moreno Trevisiol, Luigi Troiani, Edgardo Venturi, Gianni Zanon